# Anton Berntsen
Anton Berntsen (26. august 1873 – 16. februar 1953) var en dansk forfatter. Langt de fleste af hans værker er skrevet på jysk og indeholder og tolker det særlige jyske "sinnelaw". 
Blandt hans mest kendte fortællinger er Småfolks fånøwels (skreven i 1920) og digtene i Gjemmævvel (skreven 1922) og Udvalgte jyske digte 1-2 (1938-39).
I 1901 startede han en harmoniumfabrik i Vejle og byggede senere både violiner og en enkelt cello.

## Teksteksempler
Fra Fjale-Andes og andre jydske historier:
Hwodan æ skumagge bløw kurieret

Æ skumagges huws lo medt i æ by lii østen for æ gåådkjaer. Dæ wa ett møj stås ve et, de wa fåsømt bådde forudden å forinden, å de wa flie oer sien, æ haww wa bløwwen grawet. Æ skumagge sjel wa osse fåsømt, han wa en lille swot kåel å si te. Han håd swot hoer å swot fuldskekk, å han wa få de mjest swot bådde o hans hender å i hans ansegt. Di onng Pigge vild gjaan drell ham, di såå, han skuld wask sæ, men han swåår, te de kund ett betåål sæ, >>de wåer ett ott daww, inden en æ lii beskidt igjen<<.